# David Feito
David Feito Rodríguez (Oviedo, 16 de mayo de 1979) es un músico español, anteriormente guitarrista acústico y segunda voz de la banda pop El sueño de Morfeo.
Su carrera como profesional comienza en 2000 junto a Raquel del Rosario con su primer grupo Xemá. Más adelante en 2002 con la unión de Juan Luis Suárez nace El sueño de Morfeo. 
En 2013, El sueño de Morfeo representó a España en la edición de Eurovisión de ese año con el tema Contigo hasta el final.
En octubre de 2015, se publica "En el otro lado", el primer disco en solitario de David Feito, tras la disolución definitiva del grupo El Sueño de Morfeo.

## Discografía
En solitario, como WhyNot ha publicado un sencillo:
- Sound of my hope ("El sonido de mi esperanza"), banda sonora de Kamikaze (marzo de 2014).